# St. Laurentius (Neunkirchen am Main)

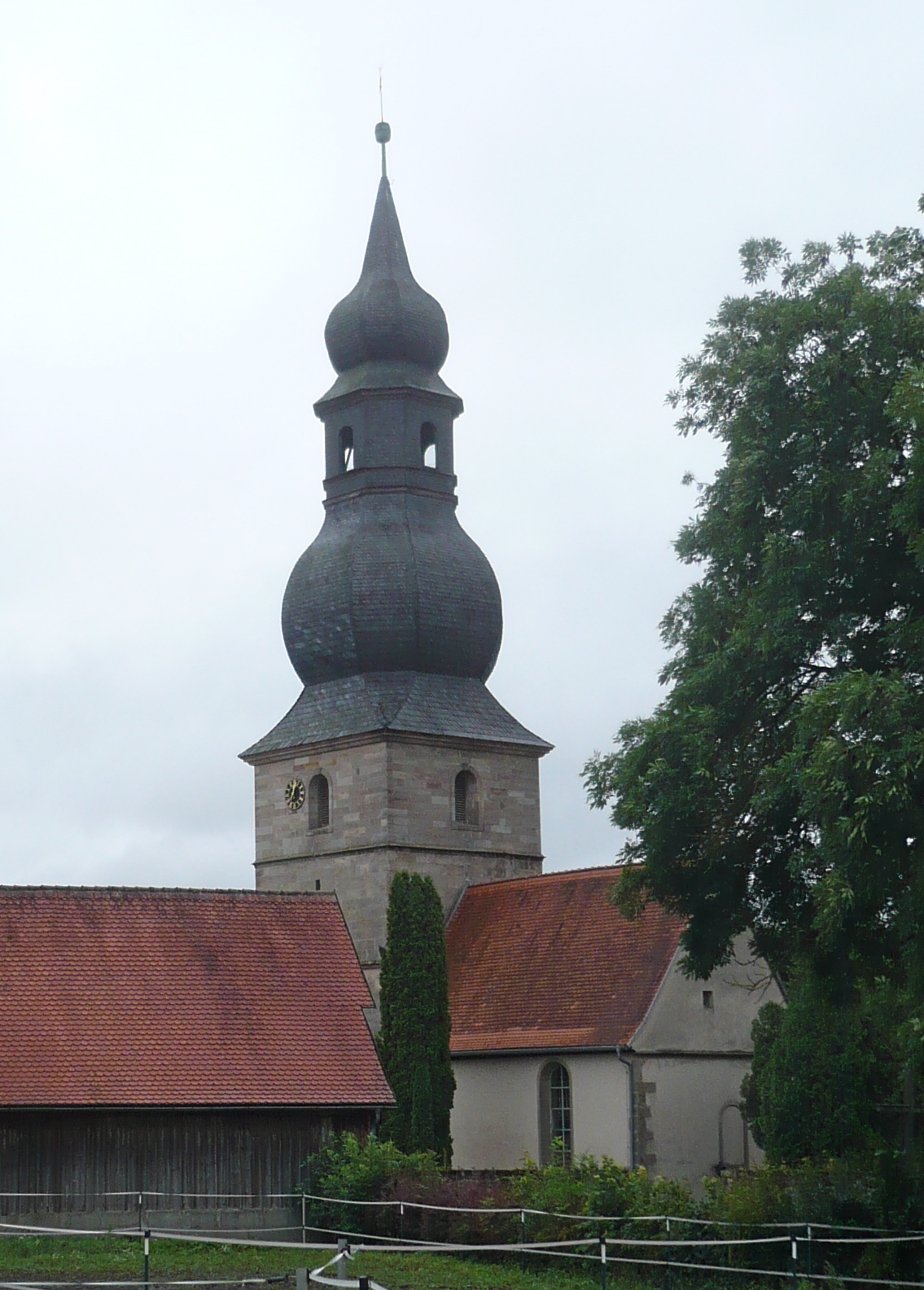
St. Laurentius (Neunkirchen am Main)

Die denkmalgeschützte, evangelische Pfarrkirche St. Laurentius steht in Neunkirchen am Main, einem Gemeindeteil der Marktgemeinde Weidenberg im Landkreis Bayreuth (Oberfranken, Bayern). Das Bauwerk ist unter der Denkmalnummer D-4-72-199-80 als Baudenkmal in der Bayerischen Denkmalliste eingetragen. Die Kirchengemeinde gehört zur Pfarrei Emtmannsberg im Dekanat Bayreuth-Bad Berneck im Kirchenkreis Bayreuth der Evangelisch-Lutherischen Kirche in Bayern.

## Beschreibung
Der Chorturm aus Quadermauerwerk stammt im Kern aus der Mitte des 15. Jahrhunderts. Sein oberstes der vier Geschosse beherbergt die Turmuhr und den Glockenstuhl. Darauf sitzt eine schiefergedeckte Welsche Haube. Das an ihn nach Westen angebaute Langhaus wurde 1724/25 barockisiert. 
Der Innenraum des Chors, d. h. das Erdgeschoss des Chorturms ist mit einem Kreuzgewölbe auf Konsolen an den Ecken überspannt. Die Fresken an den Wänden, auf denen Georg der Drachentöter, Petrus mit Schlüssel, Paulus, der Evangelist Johannes und der heilige Erasmus zu erkennen sind, entstanden um 1470. Der Innenraum des Langhauses hat Emporen an drei Seiten. Zur Kirchenausstattung gehören ein ehemaliger Kanzelaltar von 1817 und ein Taufengel von 1726.